# Comtat d'Albay
El Comtat d'Albay és un títol nobiliari espanyol creat el 6 d'agost de 1898 pel rei Alfons XIII a favor de Pedro de Govantes y Azcárraga, Senador del Regne, Diputat a Corts, etc., en reconeixement de la tasca realitzada per a impulsar les relacions comercials entre Espanya i les Filipines.
La denominació fa referència a la localitat d'Albay (Filipines).

## Comtes d'Albay
|                         | Titular                               | Període                 |
| Creació per Alfons XIII | Creació per Alfons XIII               | Creació per Alfons XIII |
| ----------------------- | ------------------------------------- | ----------------------- |
| I                       | Pedro de Govantes y Azcárraga         | 1898-1927               |
| II                      | María del Pilar de Gobantes y Montero | 1928- 1987              |
| III                     | Pilar Beatriz Arízaga de Gobantes     | 1987-actual titular     |

## Història dels Comtes d'Albay
- Pedro de Govantes y Azcárraga (1853-1927), I comte d'Albay.

1. Es va casar amb María Montero y Cia. El va succeir la seua filla:

- María del Pilar de Govantes y Montero, II comtessa d'Albay.

1. Es va casar amb Raimundo Arízaga y Llorente. La va succeir la seua filla:

- Pilar Beatriz Arízaga de Govantes, III cotmessa d'Albay.

1. Es va casar amb Juan Alsina Torrente.